# László Bagossy

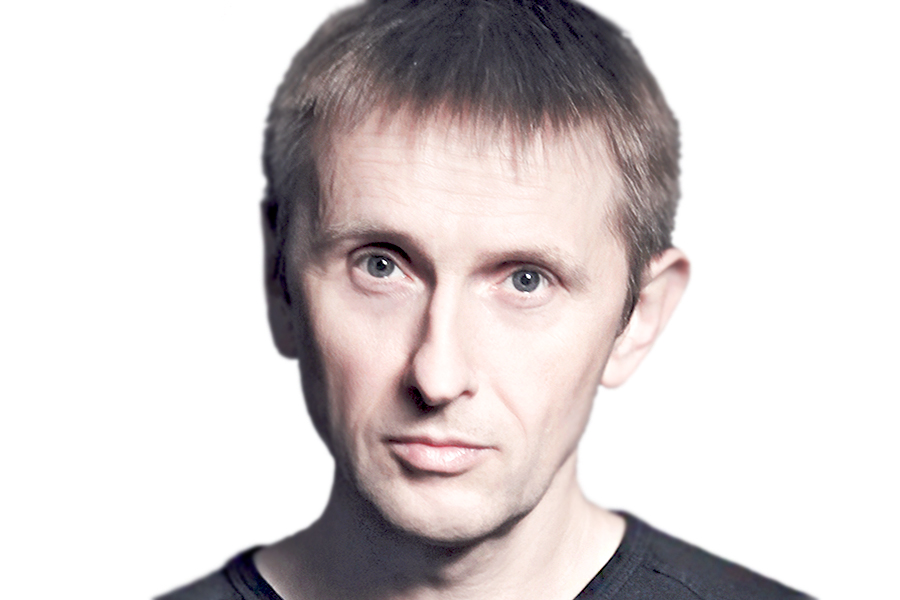
László Bagossy, 2013

László Bagossy (* 14. Juli 1967 in Dombóvár, Ungarn) ist ein ungarischer Theaterdirektor, Theaterregisseur, Dichter, Schriftsteller, Kritiker und Universitätsprofessor.

## Biografie
Bagossy machte 1985 seinen Abschluss am Nagy Lajos Gymnasium in Pécs. 1991 erhielt er ein Diplom in Literatur- und Kunstwissenschaft der Janus Pannonius Universität in Pécs. Seit 1984 wurden seine Gedichte und literarischen Kritiken in Magazinen wie Forrás, Alföld und Jelenkor veröffentlicht.
1990 begann er ein Studium an der Universität für Theater- und Filmkunst in der Klasse von Gábor Székely und erhielt 1995 ein Diplom als Theaterregisseur. In den Jahren 1995 bis 2013 arbeitete er als freiberuflicher Regisseur in verschiedenen Städten, darunter Szolnok, Nyíregyháza, Kecskemét, Tatabánya, Eger, Pécs, Szeged, Budapest, Stuttgart und Vilnius.
Zwischen 1990 und 2015 war er Gastprofessor an der Fakultät für Geisteswissenschaften der JPTE, der Musikakademie, der Universität für Bildende Künste, der Universität Veszprém und der Károli Gáspár Reformierten Universität.
Ab 2011 lehrte er in der Schauspielklasse der Universität für Theater- und Filmkunst und wurde im September 2016 Leiter der Regieklasse. 2015 erhielt er den Grad eines Doctor of Liberal Arts (DLA) von derselben Universität. Von August 2013 bis September 2018 war  er Ensemblemitglied des Örkény István Theater in Budapest. Ab Januar 2018 war er Direktor des Instituts für Theaterkunst der Universität für Theater- und Filmkunst.
Im Jahr 2019 habilitierte er sich und wurde im selben Jahr zum Universitätsprofessor ernannt. Obwohl sein Vertrag bis 2021 lief, trat er am 31. August 2020 aus Protest gegen die Umwandlung der SZFE in eine Stiftung und die Einschränkung ihrer Autonomie zurück. Im Februar 2021 verließ er zusammen mit 26 anderen Professoren die SZFE und setzte seine Arbeit im Freeszfe-Verband fort.
Seit September 2022 lebt er in Deutschland und ist Regisseur des Theater tri-bühne in Stuttgart. Seit September 2023 ist er zusammen mit Stefan Kirchknopf Intendant des Theaters, sein Vertrag läuft bis August 2027.
Er hat zwei Kinder. Sein Bruder, Levente Bagossy, ist Bühnenbildner.